# Dhiffushi (Ari-Atoll)
Dhiffushi (Dhivehi އއ) ist eine Insel im Süden des Ari-Atolls im Inselstaat Malediven in der Lakkadivensee (Indischer Ozean). Sie gehört zum Verwaltungsatoll Alif Dhaal (އއ).
Der Name „Dhiffushi“ heißt übersetzt „lange Insel“.

## Geographie
Die Insel ist rund 700 Meter lang und 140 Meter breit und beherbergt eines der südlichsten Inselresorts im Ari-Atoll.

## Tourismus
Ab 1994 wurde das unbewohnte Dhiffushi als Touristeninsel erschlossen und gehörte zunächst zur Kette der Villa Hotels Maledives. Damals erhielt Dhiffushi den lediglich touristischen Beinamen „Holiday Island (Resort)“. Auf der aktuellen (Stand:2022) Website des damaligen Resortbetreibers ist Dhiffushi bzw. Holiday Island Resort allerdings nicht mehr aufgeführt.

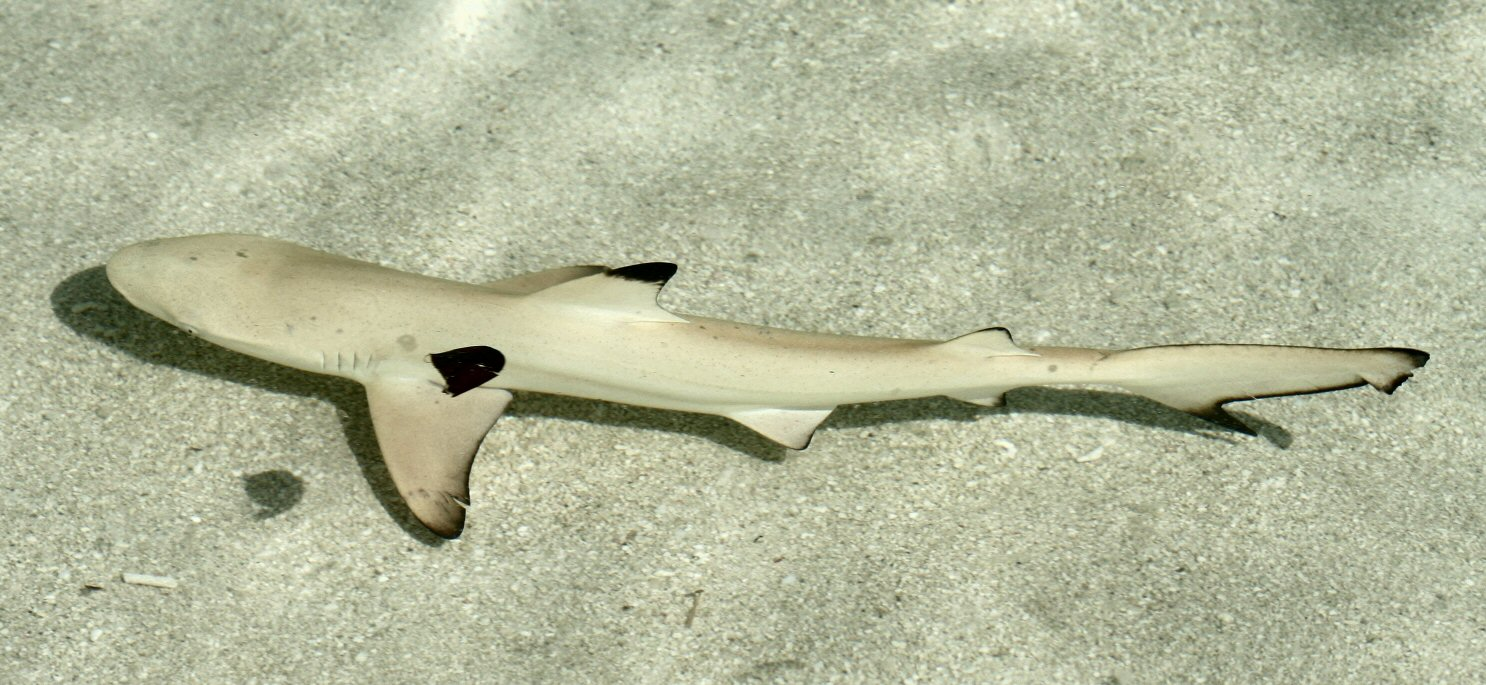
Junger Schwarzspitzen-Riffhai am Strand

## Transport und Verkehr
Die Insel ist 97 Kilometer vom Flughafen auf Malé entfernt. Der Transfer beträgt mit dem Speedboat etwa 2½ und mit dem Wasserflugzeug etwa ½ Stunde.
Auf der von Einheimischen bewohnten südöstlichen Nachbarinsel Maamingili wurde 2002 mit dem Bau eines regionalen Flughafens und Hafens begonnen, der seit Mitte 2014 fertig ist.
Für Ausflüge, bei Transporten oder zum Fischen wird hauptsächlich das traditionelle Schiff der Malediven, das Dhoni verwendet. So besteht auch ein Shuttle-Verkehr zur benachbarten Insel Nalaguraidhoo.

## Flora und Fauna
Die Insel ist dicht mit Büschen und Kokospalmen bewachsen. Auf der Insel leben Reiher und Flughunde. Eidechsen, Spinnen und andere Kleintiere sowie Insekten sind ebenfalls überall zu sehen.
Am Hausriff der Insel sind viele Arten von Fischen, Korallen, Schnecken und Schildkröten zuhause. Kleine Schwarzspitzen-Riffhaie und verschiedene Rochen können auch in unmittelbarer Strandnähe beobachtet werden.